# 最密堆积

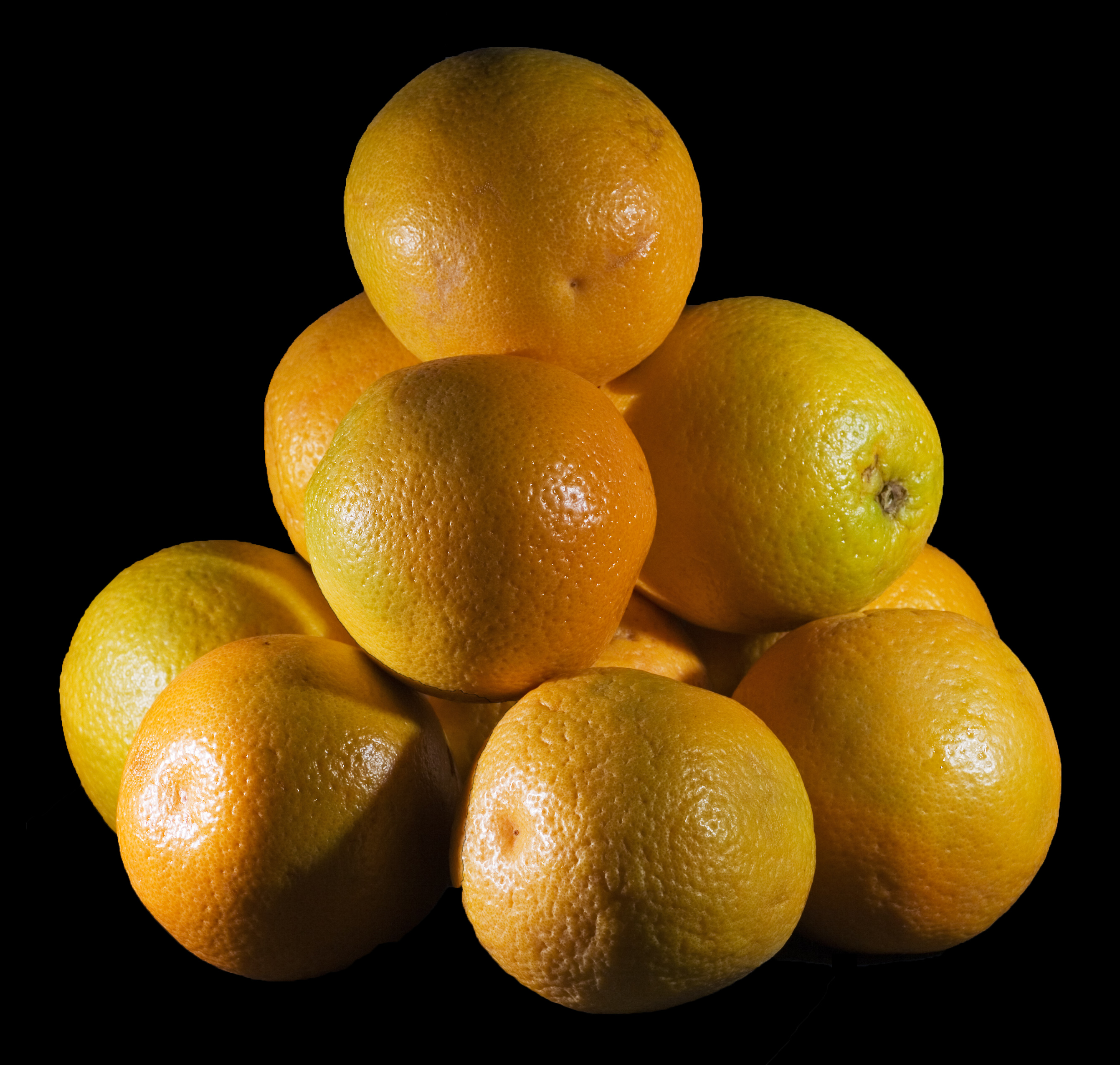
如何在一定空間內堆疊出最多的橘子涉及最密堆積的問題。

在幾何上，最密堆积（英語：Sphere Packing）或球填充，是指在一定範圍內放入最多不重疊球體的方式，通常這些球的大小視為相同。堆積的範圍通常是三維歐幾里得空間，不過有時也會對超過三維的歐式空間或非歐幾何空間進行討論。
常見的最密堆積問題通常是要求在一空間內放入最多的球體。此時，球體總體積占空間大小的比例稱為密度，科學家會利用演算法找出能使密度儘可能增大的方法。理論上，在三維空間內由相同球體所形成的最密堆積密度能到74%。相較之下，隨機排列（例如隨意將幾顆球丟進箱子裡）的密度平均只有64%。

## 歐式幾何

由相同大小之球體轉換到不規則形的氣泡。

在三維歐幾里得空間中，三维的最密堆积是由若干二维密置层叠合起来的，密置层中相邻的等径球都相切。其中兩種常見的最密堆積方式，一種稱為面心立方（FCC），底部必須是三角形，以便盡可能堆出最小的金字塔。另一種為六方最密堆積（HCP），要堆出最小的金字塔時，底部須為六角形。面心立方是在每一層中規律性地重複三個不同的位置，成為「ABCABC......」的模式；六方最密堆積則是規律性地重複兩個不同的位置，使各層在ABAB ...序列中交替。 但是也有可能出現多層堆疊序列（ABAC，ABCBA，ABCBAC等），並且仍然生成緊密堆積結構。 在所有這些布置中，每個球被12個其他球圍繞。理論上其密度最大值為:
{\displaystyle {\frac {\pi }{3{\sqrt {2}}}}\simeq 74.048\%}
此外，常見的堆積方式密度如下：
- 六方密堆積 : 74%
- 面心立方堆積 : 74%
- 體心立方堆積: 68%
- 簡單立方堆積: 52%
- 鑽石結構: 34%
- 隨機堆積（英语：Random close pack）: 59%~64%

實驗上，面心立方是六方最密堆積隨時間逐漸演變而來，特別是同等體積的氣泡、水滴或固體顆粒自動形成的模式。
高斯在1831年證明，這些填料在所有可能的點陣填料中密度最高。在1611年克卜勒猜想這是在正規和不規則安排之間的最大可能密度，這被稱為開普勒猜想。在1998年，托馬斯·黑爾斯藉由拉斯羅‧費耶斯‧托特所提出的方式，提出了一個關於此猜想的證明。黑爾斯利用窮舉法的方式證明此猜想，其證明大量地使用電腦程式的運算。審稿者曾說他們對於黑爾斯證明的正確性有99%的確定性，故克卜勒猜想目前已幾乎可說是個定理了。2014年由黑爾斯引導的Project FlysPecK完成了對克卜勒猜想的形式化證明。

## 化學
化學上，晶體中的原子、離子或分子等粒子，其規則滿足点阵型式；能在相同空間內填入最多原子的方式稱為最密堆積，通常以固體存在於自然界。
各种最密堆积中，最有对称性的是六方最密堆积（英文缩写hcp，又叫A3型）和面心立方最密堆积（英文缩写fcc，又叫A1型），这两种是晶体中极常见的排列方式。hcp的叠合方式是2层一循环：ABAB......；fcc的叠合方式是3层一循环：ABCABC......。
六方最密堆积在取晶胞时，一般取六方锥的三分之一，晶胞属六方晶系，底面菱形的锐角一定是60°。下图是六方最密堆积的原子在一个六方锥的排列。

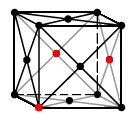
面心立方最密堆积示意圖

面心立方最密堆积出于对称性一般取面心型式的立方晶胞。一个晶胞涉及到的14个原子分属4层：以一个顶角为A层，与之最相邻的3个面心原子和3个顶角原子属于B层，接下来的6个原子属于C层，还有一个顶角与A层的顶角相对，它处于下一个循环的A层。
许多单质，尤其是金属单质为了获得较强的作用力，常采用最密堆积。
采用六方最密堆积的单质有：
- 铍、镁
- 钛、钴、锌、锆、锝、钌、镉、铪、铼、锇
- 钪、钇、镧、镨、钕、钷、钆、铽、镝、钬、铒、铥

采用面心立方最密堆积的单质有：
- 钙、锶
- 铝、铅
- 氖、氩、氪、氙
- 镍、铜、铑、钯、银、铱、铂、金
- 铈、镱、锕、钍

## 引用文獻
1. 1 2  . PanSci 泛科學. 2012-09-01  [2017-02-13]. （原始内容存档于2020-11-26） （中文（臺灣））.
2. ↑  Gauß, C. F.  [Discussion of L. A. Seeber's book: Studies on the characteristics of positive ternary quadratic forms etc]. Göttingsche Gelehrte Anzeigen. 1831.

## 参看
- 晶体化学
- 晶体结构